# Đèo So

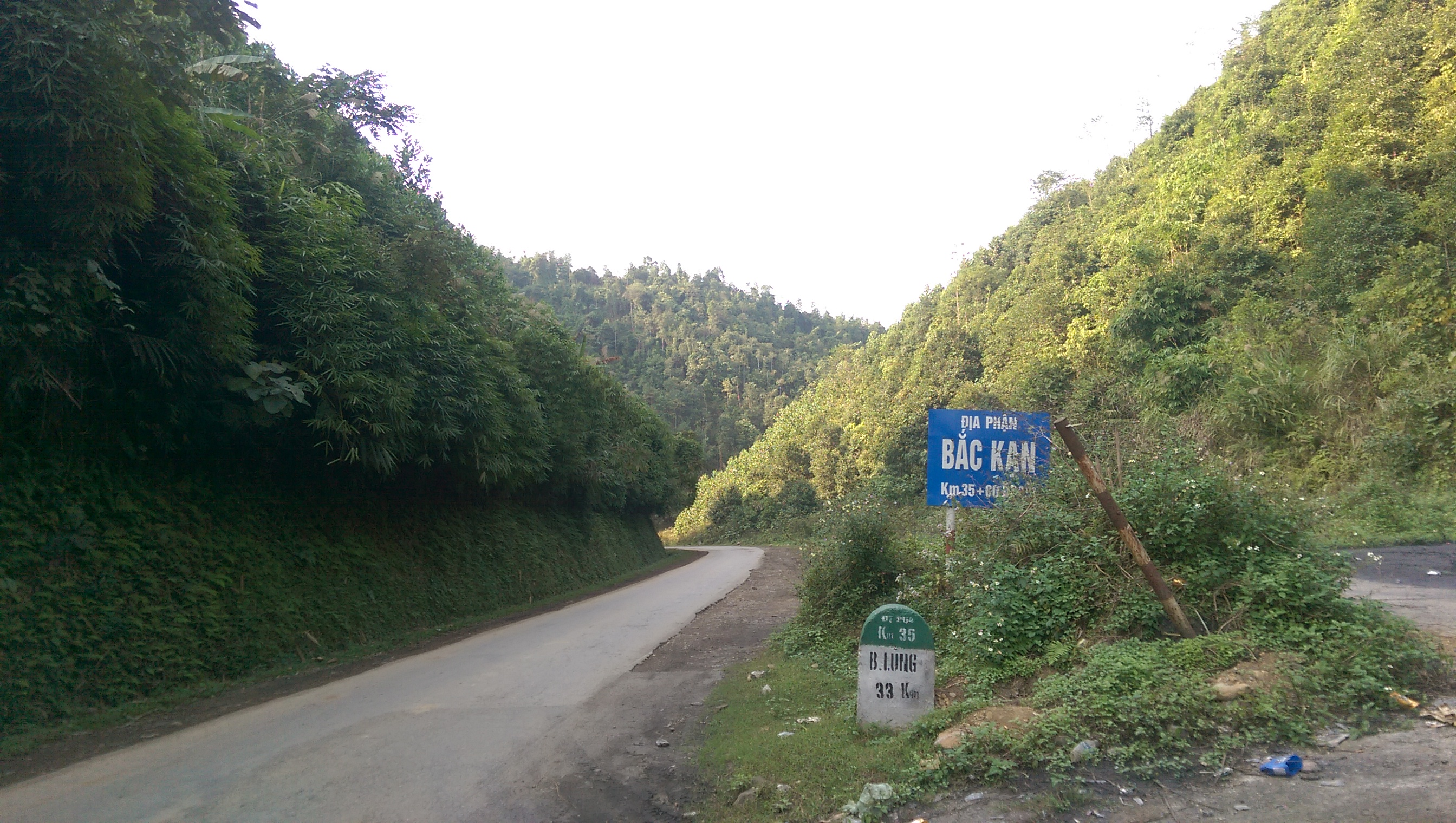
Đèo So ở xã Yên Nhuận

Đèo So là đèo trên Đường tỉnh 254 ở vùng giáp ranh xã Yên Nhuận huyện Chợ Đồn tỉnh Bắc Kạn và xã Quy Kỳ huyện Định Hóa tỉnh Thái Nguyên, Việt Nam .
Đèo ở trên ĐT254 đoạn từ thị trấn Chợ Chu 21°54′43″B 105°38′42″Đ / 21,911964°B 105,645038°Đ đi thị trấn Bằng Lũng 22°09′31″B 105°35′45″Đ / 22,158717°B 105,595872°Đ. Đỉnh đèo ở xã Yên Nhuận cách thị trấn Chợ Chu cỡ 16 km hướng bắc tây bắc.